# Joachim Merz
Joachim Merz (* 26. Oktober 1948 in Bad Homburg vor der Höhe) ist ein deutscher Wirtschaftswissenschaftler. Seine Forschungsschwerpunkte sind
Wohlfahrtsökonomie, Einkommen und Einkommensverteilung, Reichtum, Zeitverwendung (Zeitbudgetforschung), Zeit- und Einkommensarmut, Steuern, Arbeitsmarkt, Konsum, Wirtschafts- und Sozialpolitik mit Schwerpunkt auf Freie Berufe, Selbständige und abhängig Beschäftigte.

## Leben
Merz studierte Betriebswirtschaftslehre und Wirtschaftspädagogik an der Johann Wolfgang Goethe-Universität Frankfurt am Main, wo er 1979 mit einer Dissertation zum Thema „Die Ausgaben privater Haushalte – Ein mikroökonometrisches Modell für die Bundesrepublik Deutschland“ zum Dr. rer. pol. promoviert wurde.
Im Jahr 1989 habilitierte er sich an derselben Universität in VWL und Ökonometrie mit dem Thema „Markt- und nichtmarktmäßige Aktivitäten privater Haushalte – Theoretischer Ansatz, repräsentative Mikrodaten, mikroökonometrische Analyse und Mikrosimulation wirtschafts- und sozialpolitischer Maßnahmen für die Bundesrepublik Deutschland“.
Von 1991 bis 2017 leitete er als Direktor das Forschungsinstitut Freie Berufe (FFB) der Leuphana Universität Lüneburg. Er ist Herausgeber von mehreren wissenschaftlichen Zeitschriften und Buchreihen, Berater in wissenschaftlichen Gremien und Referee für zahlreiche internationale wissenschaftliche Journals. Unter anderem das ’electronic International Journal of Time Use Research’ (eIJTUR), die CREPS-Buchreihe ’Center für Research in Entrepreneurship, Professions and Small Business Economics’ (Lit Verlag), die FFB-Buchreihe ‘Forschungsinstitut Freie Berufe (FFB)’ (Nomos Verlag) und ’The Review of Income and Wealth’.
1998 gründete er das 'Research Network on Time Use' (RNTU), auf dessen Internetseite über ein Front-End mit einem Informationssystem zu diesem Thema recherchiert werden kann.
Seine aktuellen Lehrgebiete an der Leuphana Universität Lüneburg sind Statistik, Regressionsanalyse, Mikroökonometrie, Panelanalyse, Politikevaluation, Arbeitsmarkt, Einkommensverteilung und Empirische Wirtschaftsforschung.

## Publikationen (Auswahl)
Zeitschriften
- als Hrsg.: electronic International Journal of Time Use Research. ISSN 1860-9937.

Bücher
- J. Merz: Markt- und nichtmarktmäßige Aktivitäten privater Haushalte. (= Wirtschaftswissenschaften. Band 23). Lit Verlag, Münster 2012, ISBN 978-3-643-11592-8.
- als Mitherausgeber: Die Dynamik tiefgreifenden Wandels in Gesellschaft, Wirtschaft und Unternehmen. (= CREPS. Band 5). Lit Verlag, Münster 2011, ISBN 978-3-643-11261-3.
- als Hrsg.: Freie Berufe – Einkommen und Steuern (FB€ST) – Beiträge aus Wissenschaft und Praxis. (= FFB-Schriftenreihe. Band 16). Nomos Verlagsgesellschaft, Baden-Baden 2008.
- als Hrsg.: Freie Berufe im Wandel der Märkte. (= FFB-Schriften. Nr. 13). Nomos Verlagsgesellschaft, Baden-Baden 2002, ISBN 3-7890-8107-8.
- als Hrsg.: Existenzgründung 2 – Erfolgsfaktoren und Rahmenbedingungen. (= FFB-Schriften. Nr. 12). Nomos Verlagsgesellschaft, Baden-Baden 2001, ISBN 3-7890-7462-4.
- als Hrsg.: Existenzgründung 1 – Tips, Training und Erfahrung. (= FFB-Schriften. Nr. 11). Nomos Verlagsgesellschaft, Baden-Baden 2001, ISBN 3-7890-7461-6.

Artikel
- mit D. Hirschel: Income Distribution of Self-Employed as Freelancers and Entrepreneurs in Europe. In: A. Holzer-Thieser, S. Roth (Hrsg.): Versicherungsrecht – Finanzmarkt- und Freiberufsrecht  im Wandel wirtschaftsrechtlicher und rechtsökonomischer Analysen, Festschrift für Harald Herrmann. Verlag International Finance, Nürnberg 2011, S. 179–215.
- mit T. Rathjen: Sind Selbstständige zeit- und einkommensarm? Zur Dynamik interdependenter multidimensionaler Armut mit den deutschen Zeitbudgeterhebungen. In: S. Bekmeier-Feuerhahn, A. Martin, J. Merz, U. Weisenfeld (Hrsg.): Die Dynamik tiefgreifenden Wandels in Gesellschaft, Wirtschaft und Unternehmen. (= Entrepreneurship, Professions, Small Business Economics. Vol. 5). Lit Verlag, Münster 2011, ISBN 978-3-643-11261-3, S. 219–244.
- Time Use and Time Budgets. In: RatSWD, German Data Forum - Rat für Sozial- und WirtschaftsDaten (Hrsg.): Building on Progress - Expanding the Research Infrastructure for the Social, Economic, and Behavioral Sciences. 1, 2010, S. 413–449.
- mit D. Hanglberger und Rafael Rucha: The Timing of Daily Demand for Goods and Services – Microsimulation Policy Results of an Aging Society, Increasing Labour Market Flexibility, and Extended Public Childcare in Germany. In: Journal of Consumer Policy. Special Issue. 33, 2010, S. 119–141.
- mit P. Böhm und Derik Burgert: Timing and Fragmentation of Daily Working Hours Arrangements and Income Inequality – An Earnings Treatment Effects Approach with German Time Use Diary Data. In: electronic International Journal of Time Use Research. 6/2, 2009, S. 200–239.